# Cromolitografía
La cromolitografía es un método de la litografía a través de la cual los dibujos son impresos en colores. Los ejemplares más afinados consiguen una buena aproximación del efecto de la pintura. El término deriva del griego chroma (color), lithos (piedra) y gráfico (de graphein, dibujo).
La técnica fue desarrollada principalmente por el litógrafo alemán-francés Godefroy Engelmann de Mulhouse (1788–1839) que patentó el procedimiento en 1837.

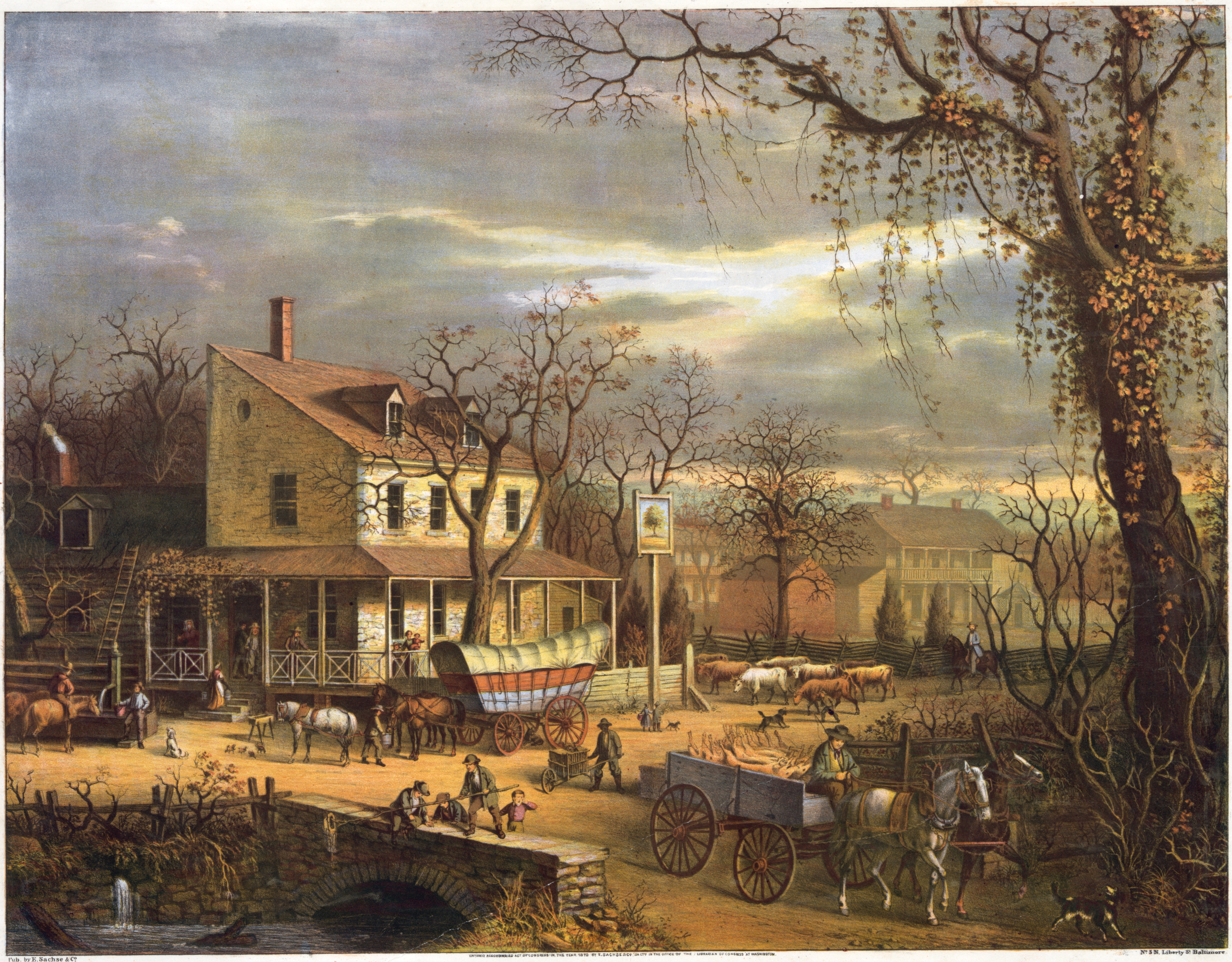
Escena americana, publicada en c. 1872 por E. Sachse & Co.
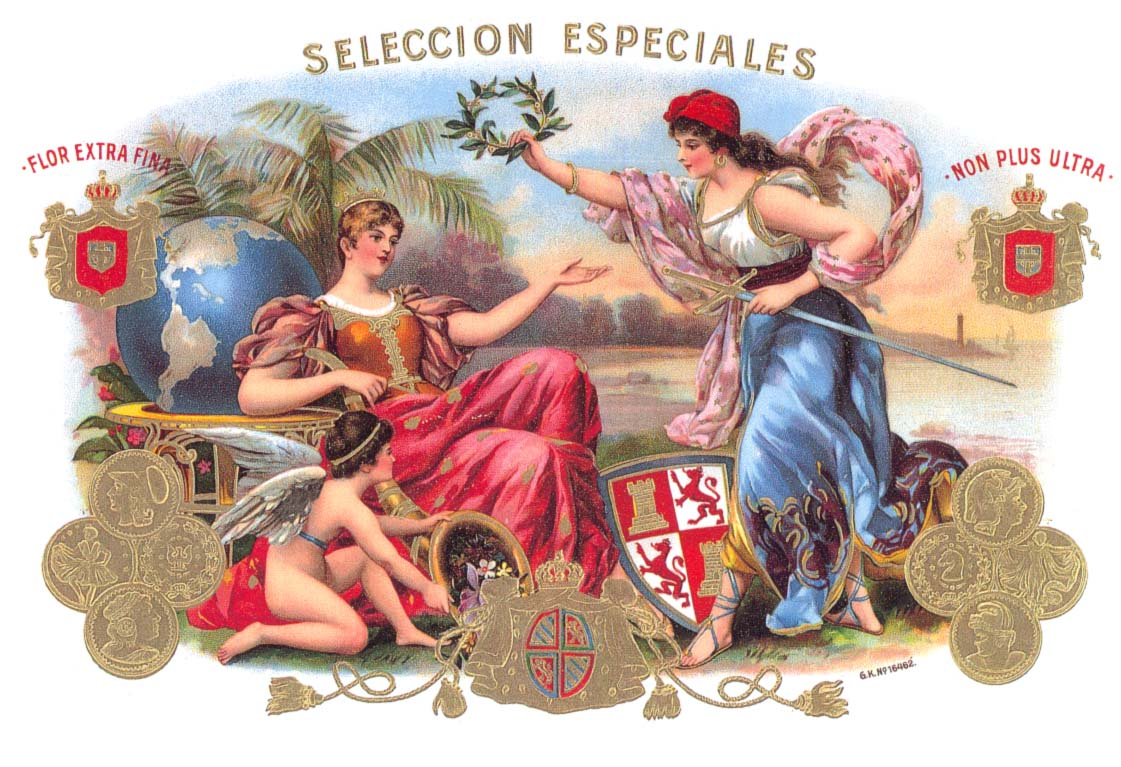
Portada de una caja de cigarrillos de 1910.
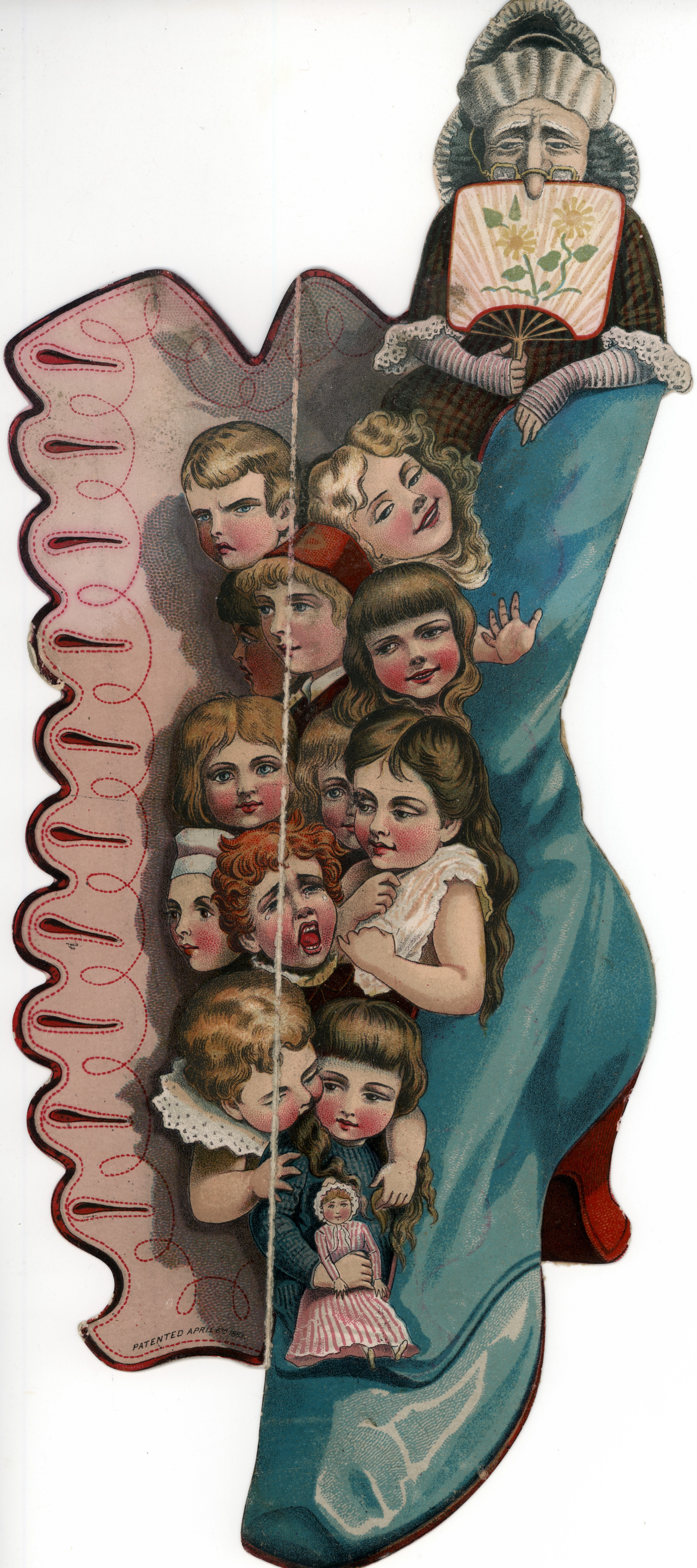
Folding Card, El viejito que vivía en un zapato, 6 de abril 1883.